# Macroderoides typica
Macroderoides typica är en plattmaskart. Macroderoides typica ingår i släktet Macroderoides och familjen Macroderoididae. Inga underarter finns listade i Catalogue of Life.